# باربرا جين هاريسون
باربرا جين هاريسون (بالإنجليزية: Barbara Jane Harrison)‏ هي مضيفة طيران بريطانية، ولدت في 24 مايو 1945 في برادفورد في المملكة المتحدة، وتوفيت في 8 أبريل 1968 في مطار لندن هيثرو في المملكة المتحدة بسبب اختناق.